# 금융소득종합과세
금융소득종합과세(金融所得綜合課稅)는 이자, 배당 등 개인별 연간 금융소득이 2천만원을 초과하는 경우, 초과분을 다른 종합소득과 합산하여 누진세율을 적용하여 종합과세하는 제도이다.

## 개요
개인별 금융소득이 연간 2천만원을 넘을 경우, 다른 종합소득과 합산하여 누진세율을 적용한다. 단, 국내에서 원천징수되지 않는 금융소득이 있는자도 해당된다. 연 2천만원 이하일 경우 금융소득종합과세에 해당하지 아니하며 소득지급자가 이자, 배당소득의 15.4%(지방소득세 1.4% 포함)가량 소득세로 원천징수하여 납부함으로써 납세의무를 종결한다.
단, 금융소득을 종합과세했음에도 불구하고 그 결과가 금융소득 원천징수세액 합계액보다 적은 경우를 막기 위해서 금융소득 원천징수세액 합계액에 금융소득을 제외한 종합소득과세표준의 산출세액을 합한 값을 최소한으로 과세한다. 이를 산식으로 표현하면 다음과 같다.
 MAX [ A , B ]
- A=(종합소득과세표준-2천만원)*세율+2천만원*14%
- B=(종합소득과세표준-금융소득금액)*세율+금융소득*14%

## 금융소득의 과세범위
금융소득이란 금융자산의 저축, 투자에 대한 대가를 말하며, 소득세법에서는 이자소득과 배당소득을 총칭한다.
과세대상 이자소득의 경우, 이자부 소비대차에 있어서의 이자뿐만 아니라 회사채의 이자, 신용계 또는 신용부금으로 인한 이익, 저축성 보험의 보험차익 및 금전의 사용에 따른 대가의 성격이 있는 일체의 경제적 이익이 포함한다.
과세대상 배당소득의 경우, 내국법인으로부터 받는 이익이나 잉여금의 배당 또는 분배금 뿐 아니라 의제배당, 인정배당 등도 포함한다.

## 역사
- 금융실명제전격 실시로 1994년 12월 금융소득에 대한 종합과세(1996.1.1 시행)를 도입.[1]
- 1996~1997년 귀속분 종합소득세 신고당시, 부부단위로 금융소득이 연간 4천만원을 초과하는 경우 다른 종합소득 과세표준에 합산하여 과세.
- 1997년 IMF 외환위기로 인해 1998~2000년 귀속분에 대해 실시를 유보하였다가 2001년 1월부터 다시 실시함.
- 2002년 8월 29일 금융소득 등 부부의 자산소득합산 사건에서 헌법재판소의 위헌결정[2]으로 폐지되었고, 개인별 금융소득이 연간 4천만원 초과하면 합산과세하는 것으로 변경함.
- 2013년 1월부터 금융소득 종합과세기준이 연간 2천만원으로 하향조정되었다.[3]

## 논란
이자소득과 배당소득의 합이 연간 2,000만원이 넘어가면 최대 49.5%에 달하는 고율의 종합소득세가 부과되기 때문에, 대주주와 오너 입장에서는 세금 회피를 위해 배당을 꺼리게 되는 경향이 있다.
추가적으로 2013년 연간 2,000만원으로 하향조정된 이후, 물가 상승으로 국민의 전반적인 명목임금이 오르는 가운데 금융소득 종합과세 기준이 고정되면서 과세 대상이 구조적으로 늘고 있다는 지적도 나온다.